# Rio Bandău
O Rio Bandău é um rio da Romênia afluente do Rio Someşul Mic, localizado no distrito de Cluj.